# Telmatopelopia nemorum
Telmatopelopia nemorum är en tvåvingeart som först beskrevs av Maurice Emile Marie Goetghebuer 1921.  Telmatopelopia nemorum ingår i släktet Telmatopelopia och familjen fjädermyggor. Arten är reproducerande i Sverige. Inga underarter finns listade i Catalogue of Life.